# 기호주의 인공지능
기호주의 인공지능(Symbolic artificial intelligence)은 인공지능에서 문제, 논리, 검색에 대한 높은 수준의 기호주의적(사람이 읽을 수 있는) 표현을 기반으로 하는 인공지능 연구의 모든 방법을 총칭하는 용어이다. 기호주의 AI는 논리형 프로그래밍, 생산 규칙, 시맨틱 네트워크, 프레임 (인공지능) 등의 도구를 사용하고 지식 기반 시스템(특히 전문가 시스템), 기호 수학, 자동 정리 증명자, 온톨로지, 시맨틱 웹, 자동화 계획 및 스케줄링 시스템 등의 애플리케이션을 개발했다. 기호주의 AI 패러다임은 검색, 기호주의 프로그래밍 언어, 에이전트, 다중 에이전트 시스템, 시맨틱 웹, 형식 지식 및 추론 시스템의 강점과 한계에 대한 중요한 아이디어를 이끌어 냈다.
기호주의 AI는 1950년대 중반부터 1990년대 중반까지 AI 연구의 지배적인 패러다임이었다. 1960년대와 1970년대 연구자들은 기호주의적 접근 방식이 결국 인공 일반 지능을 갖춘 기계를 만드는 데 성공할 것이라고 확신했고 이를 자신들 분야의 궁극적인 목표로 여겼다. 논리이론가 새뮤얼의 체커스 플레잉 프로그램(Checkers Playing Program)과 같은 초기 성공과 함께 초기 붐은 비현실적인 기대와 약속으로 이어졌고 자금이 고갈되면서 첫 번째 AI 겨울이 이어졌다. 두 번째 붐(1969~1986)은 전문가 시스템의 등장, 기업 전문 지식 확보에 대한 약속, 열정적인 기업 포용과 함께 발생했다. 그 호황과 일부 초기 성공(예: DEC의 XCON)은 나중에 다시 실망으로 이어졌다. 지식 습득의 어려움, 대규모 지식 기반 유지, 도메인 외부 문제 처리의 취약성 등의 문제가 발생했다. 또 다른 두 번째 AI 겨울(1988~2011)이 이어졌다. 그 후, AI 연구자들은 불확실성 처리 및 지식 획득과 관련된 근본적인 문제를 해결하는 데 중점을 두었다. 불확실성은 숨겨진 마르코프 모델, 베이지안 추론, 통계적 관계 학습과 같은 형식적 방법으로 해결되었다. 기호적 기계 학습은 버전 스페이스(Version Space), 밸리언트(Valiant)의 PAC 학습, 퀸란(Quinlan)의 ID3 결정 트리 학습, 사례기반학습, 관계 학습을 위한 귀납적 논리 프로그래밍 등의 기여를 통해 지식 획득 문제를 해결했다.
하위 기호 접근 방식인 신경망은 초기부터 추구되어 2012년에 강력하게 다시 등장했다. 초기 예로는 프랑크 로젠블랫의 퍼셉트론 학습 작업, 루멜하트, 힌튼, 윌리엄스의 역전파 작업, 레쿤(LeCun) 등의 컨볼루션 신경망 작업이 있다. 그러나 신경망은 2012년경까지 성공적인 것으로 간주되지 않았다. "빅 데이터가 일반화될 때까지 AI 커뮤니티의 일반적인 합의는 소위 신경망 접근 방식이 절망적이라는 것이었다. 시스템은 그렇게 작동하지 않았다. 음, 다른 방법과 비교하면... 2012년에 힌튼과 함께 일하는 연구진을 포함한 많은 사람들이 GPU의 성능을 사용하여 신경망의 성능을 엄청나게 높이는 방법을 고안하면서 혁명이 일어났다." 향후 몇 년 동안 딥 러닝은 비전, 음성 인식, 음성 합성, 이미지 생성 및 기계 번역 처리 분야에서 눈부신 성공을 거두었다. 그러나 2020년부터 편견, 설명, 이해성 및 견고성에 대한 본질적인 어려움이 딥 러닝 접근 방식에서 더욱 분명해졌다. 점점 더 많은 수의 AI 연구자들이 기호 네트워크 접근 방식과 신경망 접근 방식의 장점을 결합하고 상식 추론과 같이 두 접근 방식이 모두 어려움을 겪는 영역을 다룰 것을 요구해 왔다.

## 같이 보기
- 인공지능
- 자동 정리 증명
- 사례기반추론
- 인지적 구조
- 인지 과학
- 연결주의
- 딥 러닝
- 1차 논리
- 인공지능의 역사
- 지식 기반 시스템
- 지식 표현
- 논리형 프로그래밍
- 기계 학습
- 자연어 처리
- 온톨로지
- 인공지능 철학
- 시맨틱 웹
- 워드넷